# Small Town Girl (película de 1953)
Small Town Girl (conocida en español como Una chica de pueblo en España y Argentina y Señorita inocencia en México) es una película musical estadounidense de 1953 dirigida por László Kardos y protagonizada por Jane Powell, Farley Granger y Ann Miller. Busby Berkeley coreografió varios números de baile. La película cuenta con interpretaciones de canciones de Nat King Cole. La película fue nominada al Óscar a la mejor canción original por «My Flaming Heart», con música de Nicholas Brodszky y letras de Leo Robin.

## Argumento
Rick Livingston (Farley Granger), un rico neoyorkino que se dirige a casarse con la egocéntrica estrella de Broadway Lisa (Ann Miller), es sentenciado a 30 días de cárcel por conducir a exceso de velocidad en un pequeño pueblo. Rick no tarda en conocer a la hija del juez local, Cindy Kimbell (Jane Powell). Él la convence de dejarlo salir por una noche, y después de pasar una noche de fiesta con él, Cindy comienza a enamorarse de Livingston, pero surgen problemas cuando un periódico de Nueva York publica las fotos de Rick y Cindy, lo que hace que Lisa llegue hasta la localidad para reconquistarlo a él (y a su dinero).

## Reparto
- Jane Powell como Cindy Kimbell.
- Farley Granger como Rick Belrow Livingston.
- Ann Miller como Lisa Bellmount.
- S. Z. Sakall como «Papa» Eric Schlemmer.
- Robert Keith como el juez Gordon Kimbell.
- Bobby Van como Ludwig Schlemmer.
- Billie Burke como la señora Livingston.
- Fay Wray como la señora Gordon Kimbell.
- Chill Wills como Happy.
- Nat King Cole como él mismo.
- William Campbell como Ted.
- Philip Tonge como Hemingway (el mayordomo).
- Jonathan Cott como Jim (el policía).
- Dean Miller como Mac.
- Bobby Yatt como Dennis.
- Rudy Lee como Jimmy.
- Beverly Wills como Deidre.
- Gloria Noble como Patsy.
- Jane Liddell como Betty.
- Nancy Valentine como Mary.
- Janet Stewart como Sandra.
- Peggy Melntire como Susie.